# London-City repülőtér
A London City repülőtér (IATA: LCY, ICAO: EGLC) London hat nemzetközi repülőterének egyike; egy-kifutópályás ún. STOL légikikötő, amelyet kifejezetten a pénzügyi negyed kiszolgálására használnak.
A korábbi Docklands területén fekszik 11 km-re keletre a City of Londontól, Newham kerületben, pontosan a London Regatta Centre-rel (evezős sportágak központja) szemben. 1986 és 1987 között a Mowlem építőipari vállalat korszerűsítette. 2008-ban ez a repülőtér volt az ötödik legforgalmasabb légikikötő – utasszám és gépmozgás alapján – a London légterét kiszolgáló repülőterek közül, lemaradva sorrendben a Heathrow, Gatwick, Stansted és Luton repülőterek mögött.
A London City repülőtér rendelkezik a Brit Polgári Légiközlekedési Hatóság P728-sorszámú engedélyével, melynek révén légi tömegközlekedést és repülőpilóta-oktatásokat szervezhet. Csak a többhajtóműves, merev szárnyú speciális gépek szállhatnak le és fel a kifutópályáján, különlegesen képzett személyzettel, akik rendelkeznek az 5,5 fokos süllyedő-megközelítési manőverekhez szükséges képesítéssel.
A repülőtér kidolgozott egy tervet, amely a növekedési elképzeléseiket önti formába 2030-ig. A terv szerint a cél az évi 8 millió utas kiszolgálása anélkül, hogy egy második kifutópályát építenének, vagy jelentős mértékben kiterjesztenék a repülőtér fizikai határait.
London City repülőteret az AIG Financial Products Corp és Global Infrastructure Partners (GIP)  vállalatokból alakult konzorcium vásárolta meg 2006-ban Dermot Desmond ír milliárdostól, egy nyilvánosságra nem hozott összegért. 2008 utolsó negyedévére a GIP a repülőtér egyedüli tulajdonosává vált, és év végére 3,2 millió utas fordult meg a légikikötőben, ami pontosan 12%-os növekedést jelent az előző évi adatokhoz képest.

## A repülőtér története

### Terv és építkezés

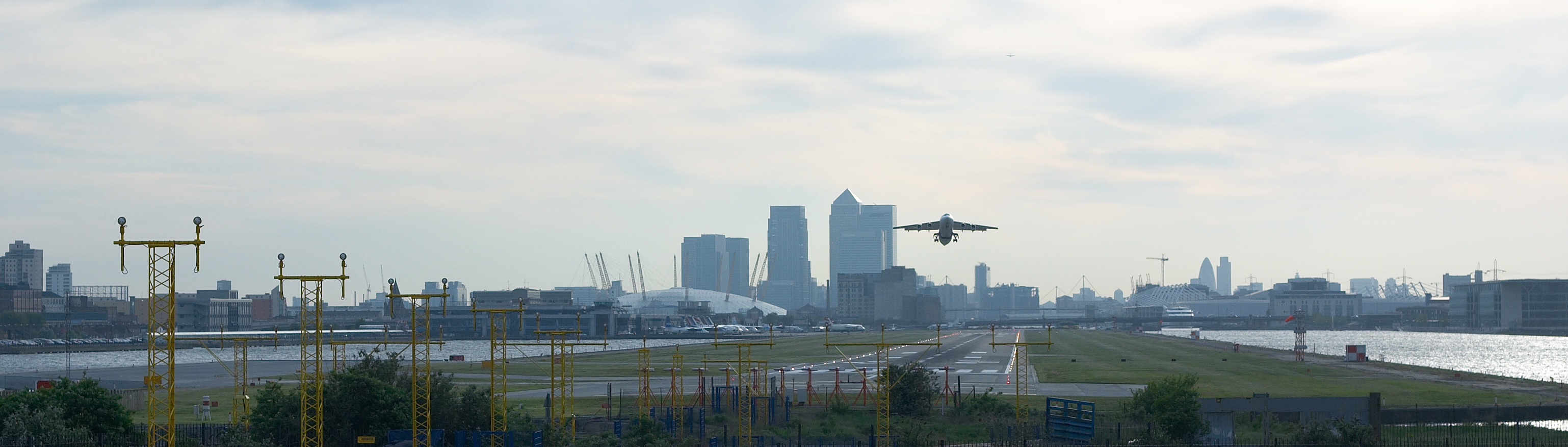
Avro RJ100-as gép felszállása a reptérről. Háttérben Canary Wharf felhőkarcolóinak sziluettje, valamint az O2 látható

A repülőtér építésére vonatkozó tervet először 1981-ben készített Reg Ward, az újonnan megalakult London Docklands Development Corporation (London Docklands Fejlesztési Társaság) ügyvezetője. Cége a terület megújításáért volt felelős. A tervet megbeszélte Sir Philip Beck, a John Mowlem & Co társaság vezetőjével, és a Docklands repterének ötlete ezzel megszületett. Ugyanezen év novemberére a Mowlem és Brymon Airways vállalatok beadták a pályázatukat a LDDC társasághoz egy STOL típusú repülőtér megépítésére vonatkozóan a városközpont határán.
1982. június 27-én Harry Gee, a Brymon légitársaság pilótája leszáll a de Haviland Canada Dash 7-es típusú gépével Heron Quay területén, a West India dokk közelében, hogy demonstrálja a STOL projekt megvalósíthatóságát. Később az év során az LDDC készített egy tanulmányt a kivitelezhetőségről, amely tartalmazott egy – a helyi lakosokkal készített – közvélemény-kutatást is, ez pedig széles körű támogatást tükrözött, ennek alapján a Mowlem vállalat beadhatta az építési engedély iránti kérelmet.
1983. június 6-án egy 63 napos véleményfelmérés indult (az ilyen felmérés során a lakosok írásban tiltakozhatnak a tervezett beruházás ellen). A következő év közepére Nicholas Ridley közlekedési miniszter jelezte hajlandóságát az építési engedély aláírására, azonban további adatokra volt szüksége. 1985-ben, miután Nagy-London Tanácsa elvesztette a bírósági pert a terv ellen, az engedélyezési biztosítékot megadták, majd 1986 elején pedig az építési engedély is megszületett. 1986. május 29-én Károly walesi herceg elhelyezte a terminál alapkövét, és ezt követően a  munkálatok elkezdődtek. 1987. május 31-én az első repülőgép landolt a reptéren, majd október 26-ától beindult a kereskedelmi járatok forgalma.
1987 novemberében a királynő hivatalosan megnyitotta a London City repülőteret.
Egy repülőtér beiktatása a nagy forgalmú légtérbe nehéz feladatnak bizonyult a Nemzeti Légiforgalmi Szolgálat számára (NATS). Ezzel együtt egy új légtér-felügyeleti állomást (Thames Radar) alakítottak ki, amely radar alapú irányítást biztosít és biztonságosan elkülöníti a le- és felszálló gépeket a repülőtéren.

### Üzemeltetés és bővítés
1988-ban, az első teljes üzemév végére a repülőtér 133 000 utast szolgált ki. A kezdeti menetrend szerinti járatok Plymouth, Párizs, Amszterdam és Rotterdam reptereire szállították innen az utasokat. Mivel a repülőtér egyetlen 1080 m hosszú kifutójával rendelkezik, amit 7,5 fokos siklópályáján kell megközelíteni (a zaj mérséklése miatt), ezért a csak nagyon korlátozott számú, illetve típusú repülőgép tudja használni, elsősorban a Dash 7-es és a kisebb Dornier Do 228-as. 1989-ben a repülőtér benyújtotta a kifutópálya meghosszabbítására vonatkozó tervezetét, amivel az volt a cél, hogy több fajta repülő használhassa azt.
1990-ben a repülőteret 230 000 utas használta, azonban az adatok drasztikusan csökkentek az öbölháború után és nem is javultak egészen 1993-ig, amikor 245 000 utas fordult meg a terminálban. Ekkorra a kibővített kifutópálya elkészült (1992. március 5.) és a siklópálya lejtőszögét 5,5 fokra csökkentették, ami kissé meredek egy európai repülőtérhez képest, de elégséges ahhoz, hogy nagyobb hatótávolságú repülőgépek is használhassák, például a Bae 146 típusú regionális gépek.
1995-re az utasszám elérte az évi fél milliót és a Mowlem vállalat eladta a repülőteret Dermot Desmond ír milliárdos üzletembernek. Öt évvel később az utasszám elérte az 1 580 000-et és az indított járatok száma pedig a 30 000-et egy év alatt.
2002-ben megnyílt a „jet” központ, ami az exkluzív üzleti utasforgalmat hivatott kiszolgálni, vagyis azokat, akik magánrepülővel érkeznek és távoznak. Ezen kívül további repülő-állásokat alakítottak ki a forgalmi előtér nyugati végénél. 2003-ban egy új váró-állást létesítettek a kifutópálya keleti végén, így a felszálló repülőgépek itt vesztegelhettek addig, amíg az érkező landol.
2006-ra több mint 2,3 millió utas fordult meg a repülőtéren. 
2005. december 5-én megnyílt a London City Airport DLR állomás az DLR új vonalán, ezzel első alkalommal kapott a reptér vasúti összeköttetést, illetve gyors vasúti kapcsolatot Canary Wharf üzleti negyeddel és a City of Londonnal. 
2006.11.30-án a tulajdoni jogokat megvásárolta az AIG biztosító és a Global Infrastructure Partners cégekből álló konzorcium.
A repülőtér építési engedélyt kapott 2001-ben a forgalmi előtér kibővítésére, melyen négy új repülő-állást alakítottak ki négy új beszállókapuval.
2008. május 30-án nyílt meg a kibővített rész, amely cölöpökre épült a King George V. Dock vizén.

## A repülőtér napjainkban

### Üzemeltetés

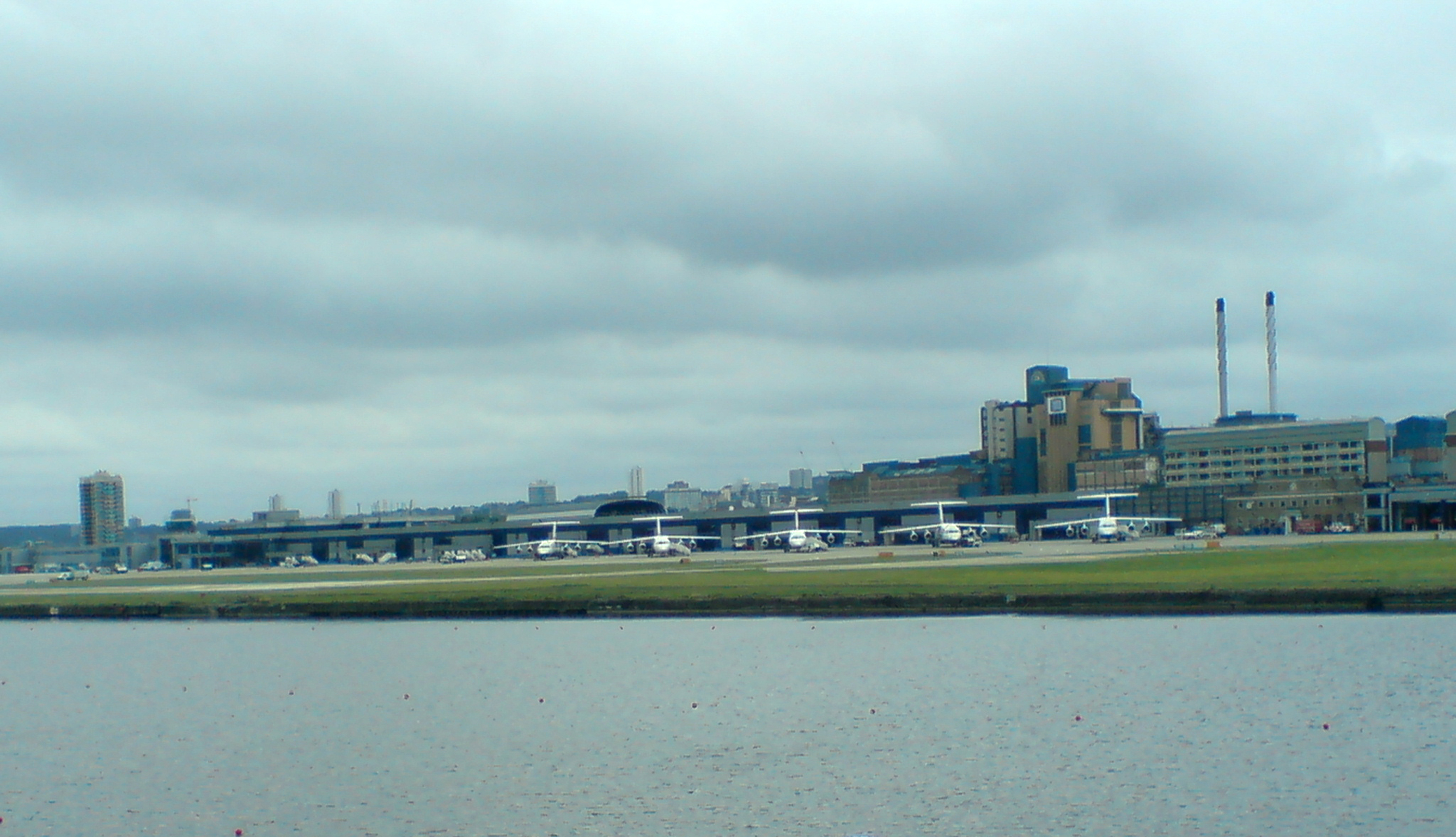
A repülőtér látképe a London Regatta Centre felől. Háttérben a Tate&Lyle cukorgyár

A repülőtérre szigorú szabályok vonatkoznak a repülőgép forgalom okozta zajhatások kapcsán. Ez, valamint a fizikai adatai – vagyis a mindössze 1508 m hosszúságú kifutópálya és a meredek siklópálya – nagyban korlátozzák a le- és felszállásra alkalmas géptípusok számát.
Közepes hatótávolságú gépek közlekednek ide, például ATR 42 (300-as és 500-as típus), ATR 72, Airbus A318, DHC Dash 8, Bae 146, Dornier 328, Embraer ERJ 135, Embraer 170, és Fokker 50. 
2006-ban sikeres kompatibilitás-tesztet végeztek az A318-cal. 
2009.01.30-án befejeződtek a próbarepülések az ATR72-500 típussal, így az megkapta az engedélyt a repülőtér használatára.
2009.03.28-án az Embraer 190SR típus esetén is sikeresen véget ért a próbarepülések sora, így az is engedélyt kapott.
2009. szeptember 29-én a British Airways új transzatlanti járatot vezetett be LCA és a New York-i JFK között egy pár A318-cas géppel. A gépeket átalakították, így mindössze 32 üzleti utast szállít a Club World szolgáltatás által nyújtott, ággyá alakítható ülésekkel. Ezzel a lépéssel a BA újra életre keltette a nagy presztízsű BA001, BA002, BA003 és BA004 járatszámokat, melyeket korábban a Concorde-ok használtak. Az A318-as a legkisebb repülőgép típus, amelyet BA transzatlanti járatként üzemeltet azóta, hogy jogelődje, a BOAC bevezette az első sugárhajtású repülőjáratát „át a tavon” 1958.10.04-én a De Havilland Comet 4 típussal.
Az A318-as gépek a London City repülőtéren annyi üzemanyagot tankolnak, ami elégséges az írországi Shannon repteréig, hiszen egy teljesen feltöltött üzemanyag-tankkal túl hosszú lenne a gurulási távolság amíg a gép levegőbe emelkedhet, ehhez pedig a kifutópálya rövidsége miatt itt nem adottak a körülmények. Shannonban aztán teljesen feltöltik üzemanyaggal és folytathatja az útját JFK-ig. Emiatt a közbenső leszállás miatt az A318-as utazósebessége valamivel kevesebb, mint a többi transzatlanti gépé. Az utazás időtartama 90 perccel több, mint egy hasonló repülőé a Heathrow reptérről.
Céges üzleti gépek, mint például a Beechcraft Super King Air, Cessna CitationJet, Hawker 400, Hawker 800, Piaggio Avanti és a Dassault Falcon több variánsa egyre gyakoribb a London City repülőtéren. Helikopterek leszállása tiltott, környezeti okok miatt.
A repülőtér alaprajza, és a kialakításának bonyolultsága – a kevés gurulóút – miatt csúcsforgalomban rendszerint nagyon zsúfolt. A forgalmi-irányítók óránként több mint 38 gépet kezelnek, ami különösen nehéz egy olyan kifutópályán, melyen minden egyes felszálló és landoló gépnek a kifutópályán kell gurulnia a megfelelő pozícióba.
Az üzemidő szigorított határidők között van:
- Hétfő-Péntek: 06:30 – 22:00
- Szombat: 06:30 – 12:30
- Vasárnap: 12:30 – 22:00

A szombat dél és vasárnap dél közötti zárva tartás némi nyugalmat biztosít hétvégente a helyi lakosoknak.
A repülőtér méretét meghatározza a Royal Albert (északról) és a King George V. (délről) dokkok vize (a Temze mesterségesen kialakított holtágai), ebből következően nincs zárt szerelőcsarnok a reptéren a gépek karbantartására.

### Terminál

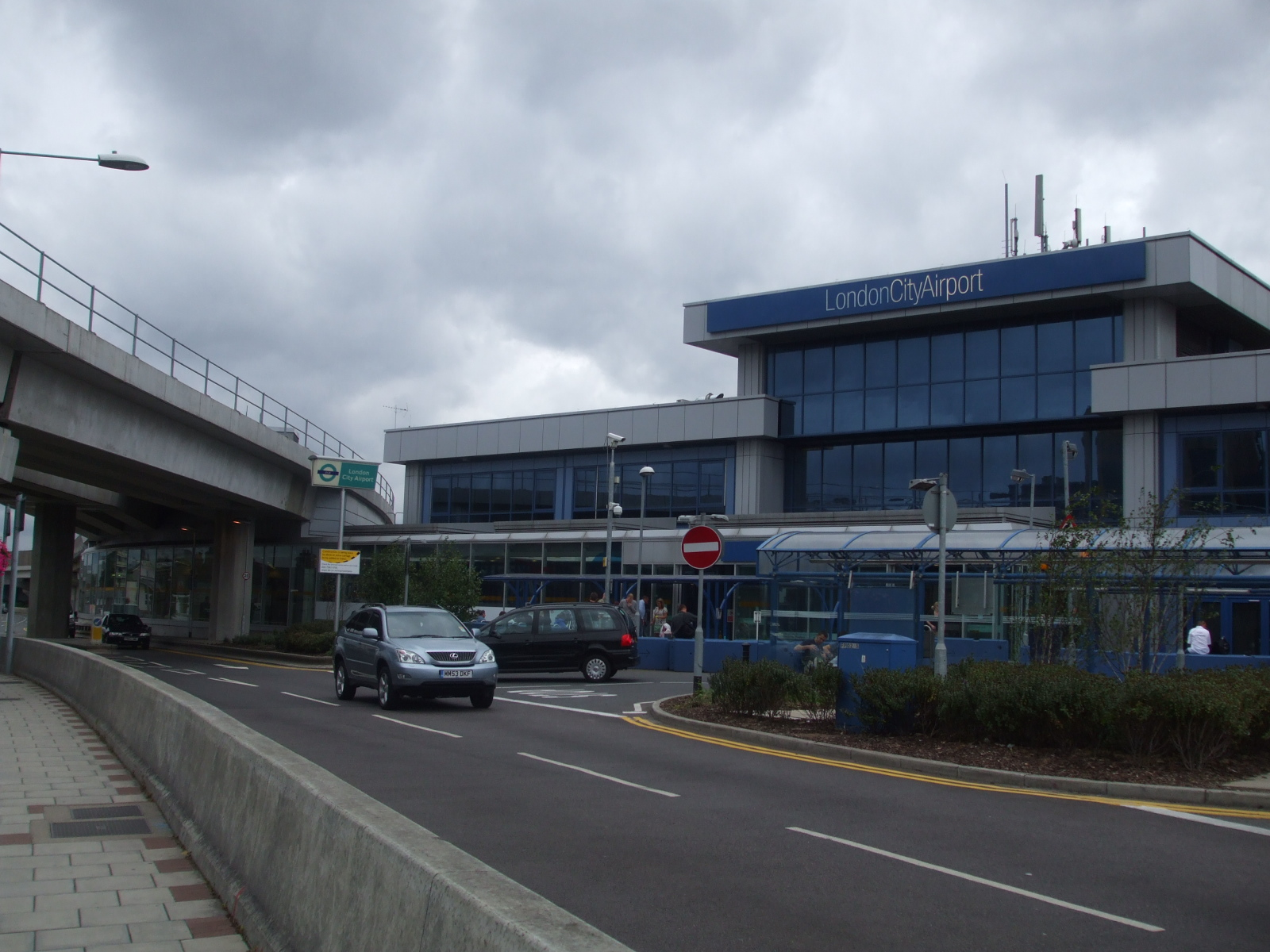
A terminál épülete a DLR megállóval

A London City repülőteret nem igazán lehet összehasonlítani a másik négy nagy londoni repülőtérrel. A Docklands területéhez, valamint a pénzügyi negyedhez való közelsége miatt elsősorban az üzleti utazók használják, azonban a szabadidős utazók száma is növekszik. A terminál épületében 22 check-in pult található, valamint önkiszolgáló pavilon néhány légitársaság üzemeltetésében, például Air France, British Airways, Lufthansa, KLM, Luxair, Swiss International Air Lines és SAS. Tizennégy beszállókapu található még itt, illetve négy másik a termináltól nyugatra, amit reptéri busszal lehet megközelíteni.
A repülőtérre vezető légifolyosó nagymértékben korlátozza a szomszédos Canary Wharf felhőkarcolóinak magasságát és a reptéri vezetés árgus szemekkel figyeli az építkezési terveket, amelyeket új felhőkarcoló építésének engedélyezése miatt nyújtanak be.
London City repülőtér rendelkezik a belvároshoz legközelebbi magán-gép terminállal. 2005-ben Európa legjobb üzleti-utas kiszolgáló középületévé választotta az European Business Air News.
Nemrégiben a repülőtéren elérhetővé vált a Wi-fi hálózat az utasok számára mind a terminál épületben, mind pedig a Business Centre-ben (Aviation House). Úgy gondolják, hogy ez az első repülőtér az Egyesült Királyságban, amely ingyenes internet hozzáférést biztosít az utasainak.
A többi kis repülőtérrel ellentétben a London City reptér a leginkább a téli hónapokban a legforgalmasabb, amikor több légitársaság – legismertebb közülük a Swiss International és a CityJet – járatokat üzemeltet különböző síparadicsomok felé. A célállomások közé tartozik például Zürich, Genf, Strasbourg és Milánó.

### Légitársaságok és úticélok
A következő légitársaságok indítanak rendszeresen járatokat a London-City repülőtérről:
| Légitársaságok                | Úticélok |
| ----------------------------- | --- |
| British Airways               | Amszterdam, Barcelona, Belfast-City, Berlin, Billund, Dublin, Düsseldorf, Edinburgh, Firenze, Frankfurt, Genf, Glasgow, Ibiza, Málaga, Palma de Mallorca, Rotterdam, Zürich; Szezonális: Aberdeen, Bergerac, Chambéry, Faro, Guernsey, Jersey, Míkonosz, Nizza, Prága, Quimper, Salzburg, San Sebastián, Szaloniki,Szantorini, Szkíathosz, Split |
| ITA Airways                   | Milánó |
| KLM                           | Amszterdam |
| Loganair                      | Dundee, Man-sziget, Kirkwall (2023. április 4-től), Sumburgh |
| LOT                           | Vilnius |
| Lufthansa                     | Frankfurt |
| Luxair                        | Antwerpen (2023. január 16-tól), Luxembourg |
| Swiss International Air Lines | Genf, Zürich |

### Földi közlekedés

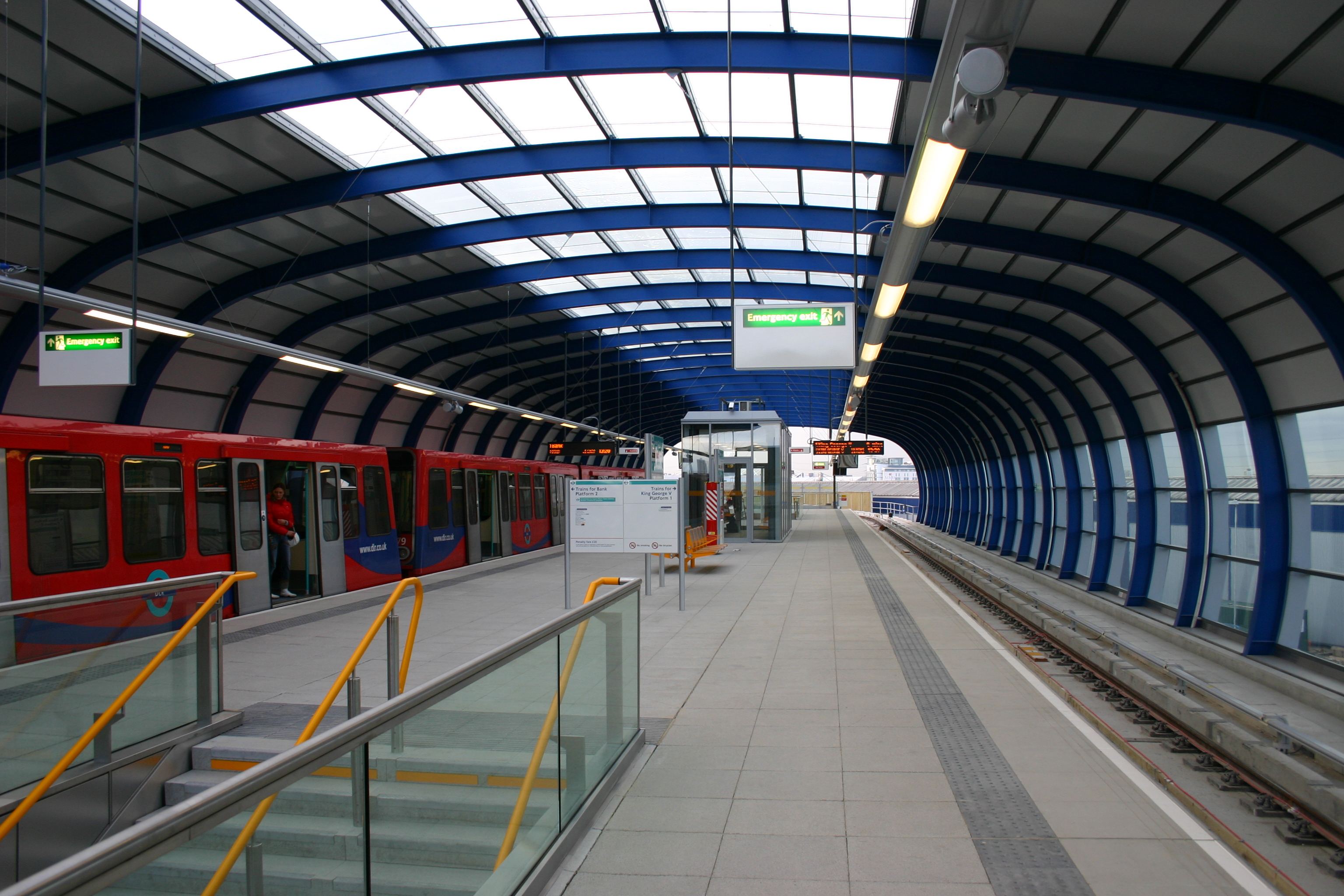
A repülőtér DLR állomása

A London City repülőtér közvetlen összeköttetésben van London történelmi (City of London) és új üzleti negyedeivel a DLR révén, ezen kívül átszállási lehetőség van a Londoni metróra. A DLR megállója közvetlenül a terminál épülete mellett található, direkt átjárással az emelt szintű peronokhoz.
A repülőteret a 473 és 474-es számú autóbusszal lehet megközelíteni, amelyek a helyi környék tömegközlekedését látják el. Ugyanakkor az expressz transzfer-buszokat - amik korábban a város különböző pontjaiba szállították az utasokat - a DLR-vonal megnyitásakor kivonták a forgalomból. A repülőtér rendelkezik rövid- és hosszútávú parkolókkal gyalogsétányi távolságra, valamint taxi-állomással közvetlenül a terminál bejárata előtt.

## Fordítás
- Ez a szócikk részben vagy egészben  a   London City Airport című angol nyelvű Wikipédia-szócikk fordításán alapul.  Az eredeti cikk szerkesztőit annak laptörténete sorolja fel. Ez a jelzés csupán a megfogalmazás eredetét és a szerzői jogokat jelzi, nem szolgál a cikkben szereplő információk forrásmegjelöléseként.